# 黒藤院
黒藤院（こくとういん）は、山海塾の創立以来のメンバーでもある蝉丸が主宰する舞踏のグループ。

## 歴史
1990年に旗揚げ。
1999年より富山県黒部川流域にアトリエを構え、毎年夏に合宿と公演を行う。